# Francis Sumner
Francis Cecil Sumner (7 de dezembro de 1895 - 12 de janeiro de 1954) foi um líder americano na reforma da educação. Ele é comumente referido como o "Pai da Psicologia Negra". Ele é conhecido principalmente por ser o primeiro afro-americano a receber um doutorado em psicologia (em 1920).  Ele trabalhou em estreita colaboração com G. Stanley Hall durante seu tempo na Universidade Clark, e sua dissertação, publicada no Seminário Pedagógico, que mais tarde se tornou o Journal of Genetic Psychology, foi focada na "Psicanálise de Freud e Adler".

## Infância e educação
Francis Cecil Sumner nasceu em Pine Bluff, Arkansas, em 7 de dezembro de 1895. Ele foi o segundo filho de David Alexander e Ellen Lillian Sumner e irmão mais novo de Eugene Sumner.  Sumner frequentou escolas primárias em Norfolk, Virgínia, e Plainfield, Nova Jersey. Seus pais estiveram preocupados com a baixa qualidade das oportunidades educacionais para os afro-americanos, por isso trabalharam muito para fornecer a Francis livros e outros materiais, e o encorajaram a se educar como haviam feito.  Sumner nunca recebeu uma educação formal pós-primária. As candidaturas de Sumner às escolas diziam "instrução particular em disciplinas secundárias por pai".  Sem diploma do ensino médio, Sumner foi obrigado a fazer um exame para verificar se era adequado para ser admitido no Faculdade (hoje Lincoln University), no Condado de Chester, Pensilvânia, a primeira instituição dedicada e principalmente para afro-americanos nos Estados Unidos. Sumner foi aprovado em 1911, aos 15 anos.

## Carreira
A principal área de foco de Sumner foi investigar como refutar o racismo e o viés nas teorias que buscavam concluir a existência inferioridade dos afro-americanos. Pensa-se que o trabalho de Sumner seja uma resposta aos métodos eurocêntricos da psicologia.